# Quercus costaricensis
Quercus costaricensis es una especie del género Quercus dentro de la familia de las Fagaceae. Está clasificada en la sección Lobatae; del roble rojo de América del Norte, Centroamérica y el norte de América del Sur que tienen los estilos largos, las bellotas maduran en 18 meses y tienen un sabor muy amargo. Las hojas suelen tener lóbulos con las puntas afiladas, con cerdas o con púas en el lóbulo.

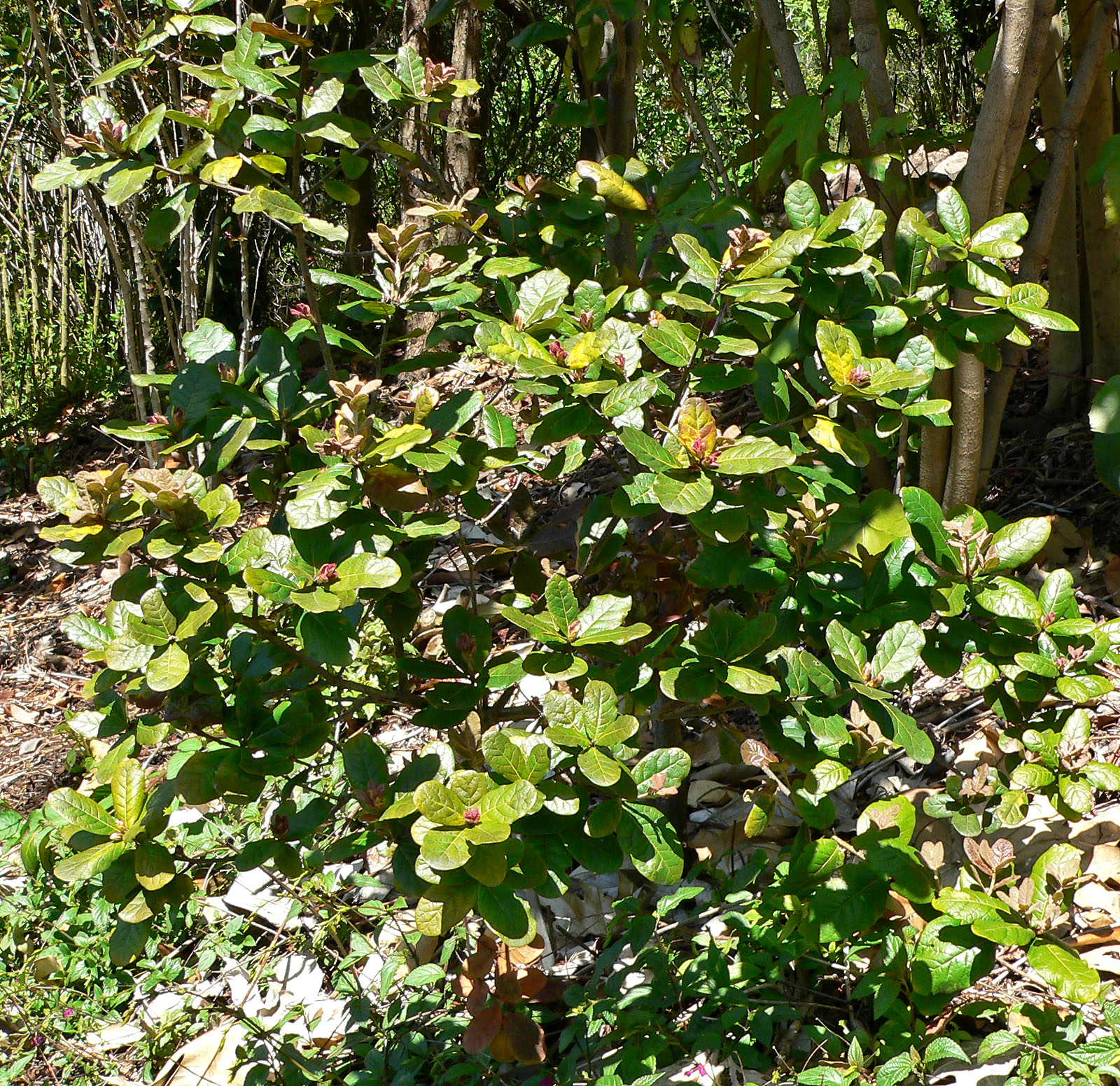
Vista de la planta

## Distribución y hábitat
Es endémica de los bosques montanos de la Cordillera de Talamanca en Costa Rica y Oeste de Panamá. Se encuentra a menudo con Quercus copeyensis en los bosques montanos altos, a unos 3100 metros de altitud.

## Taxonomía
Quercus costaricensis fue descrita por Frederick Michael Liebmann y publicado en Oversigt over det kongelige danske videnskabernes selskabs forhandlinger og dets medlemmers arbeider. 1854: 184. 1854.
Etimología
Quercus: nombre genérico del latín que designaba igualmente al roble y a la encina.
costaricensis: epíteto geográfico que alude a su localización en Costa Rica.
Sinonimia
- Quercus endresii Trel.
- Quercus irazuensis Kuntze	[3][4]